# Dornige Spitzklette
Die Dornige Spitzklette (Xanthium spinosum) ist eine Pflanzenart aus der Gattung der Spitzkletten (Xanthium) in der Unterfamilie der Asteroideae innerhalb der Familie der Korbblütler (Asteraceae).

## Beschreibung

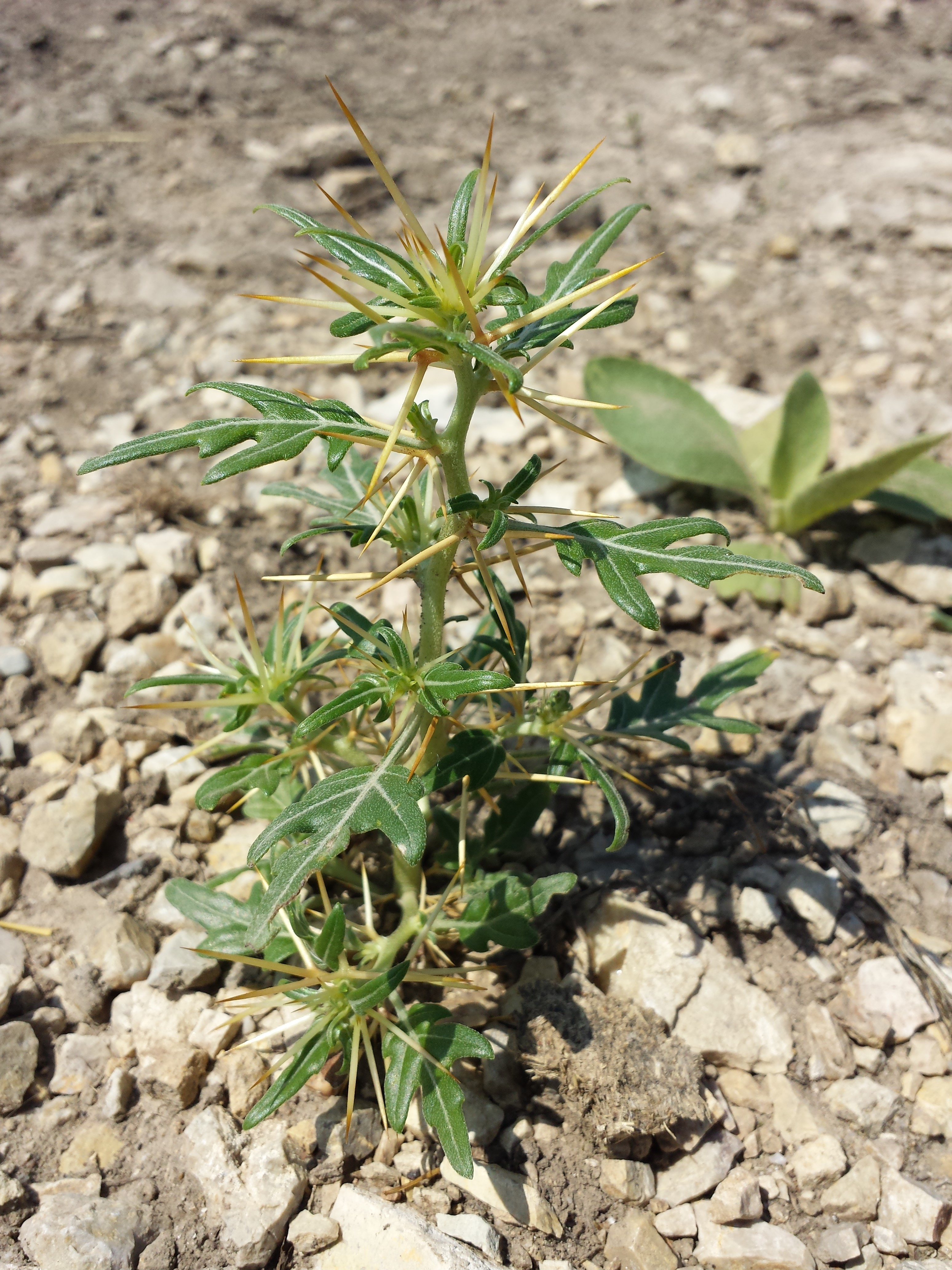
Habitus, Laubblätter und Dornen

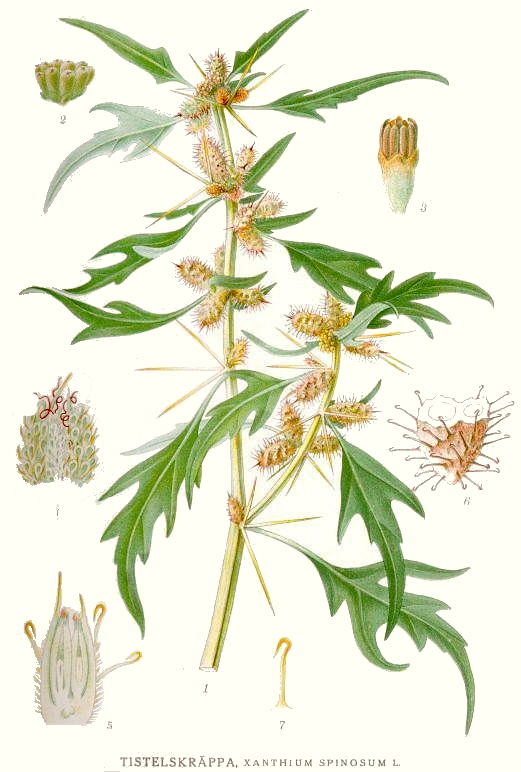
Illustration

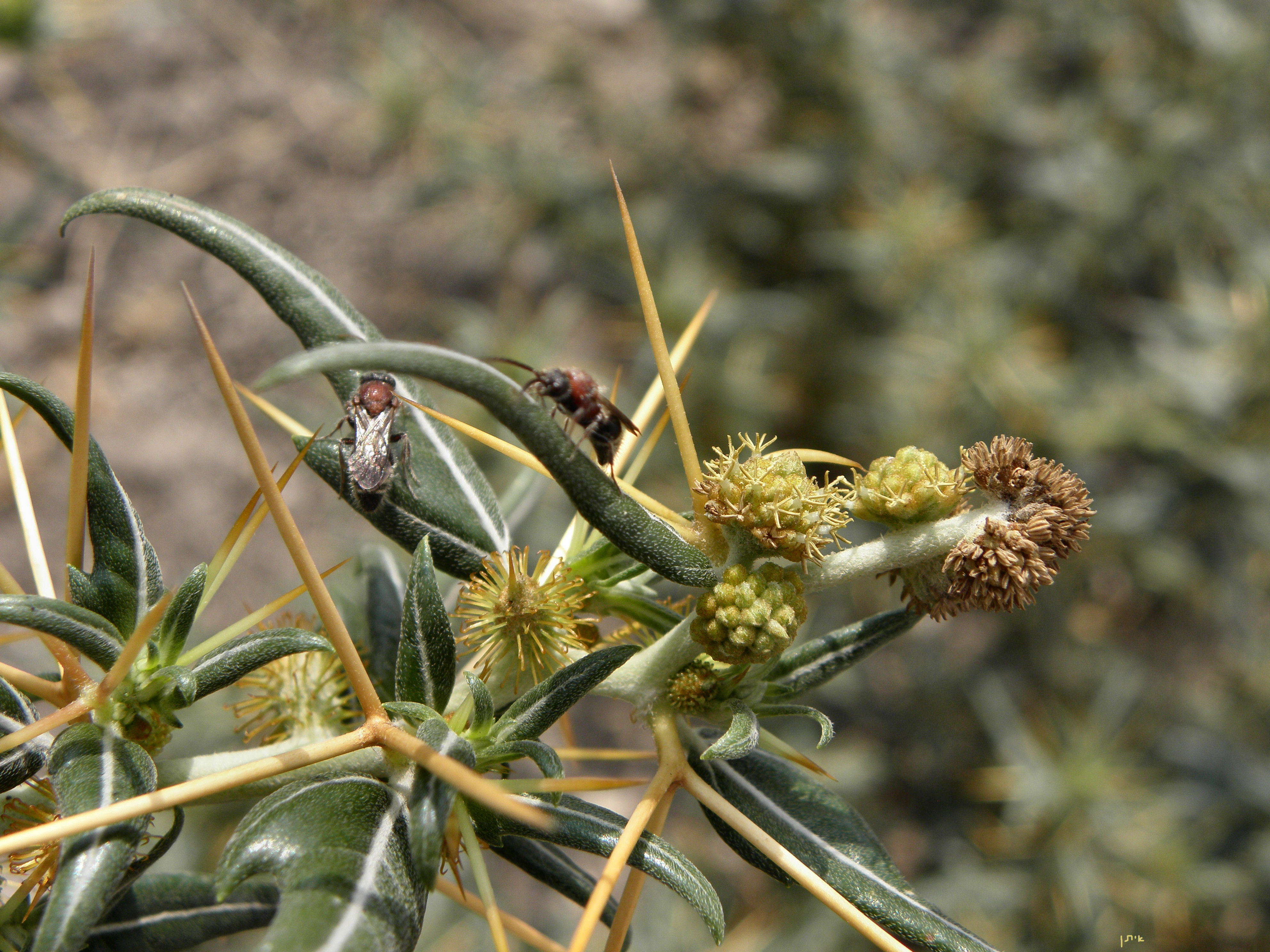
Von links nach rechts: weibliche und männliche Blütenkörbchen

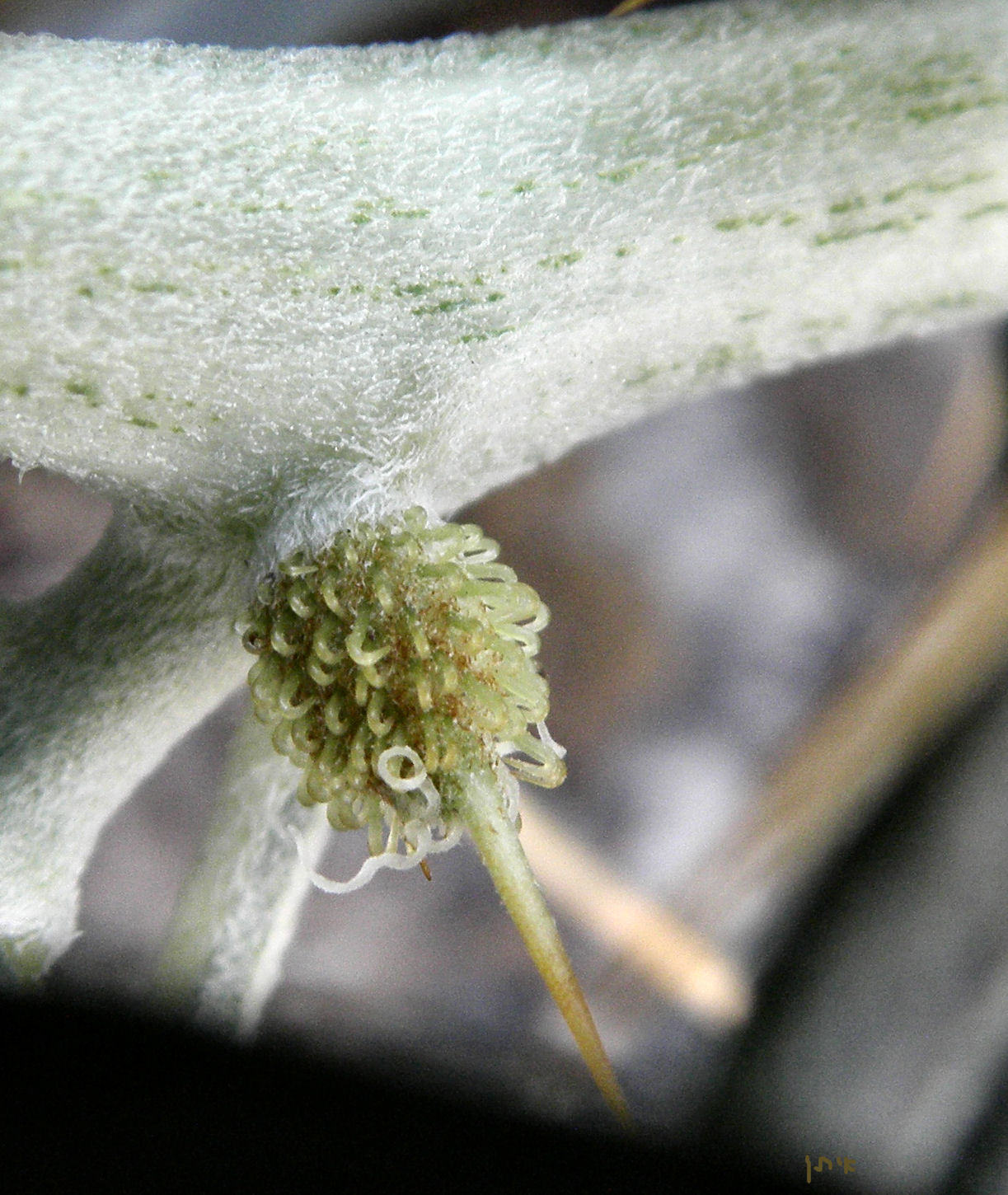
Weibliches Blütenkörbchen im Detail und Indument

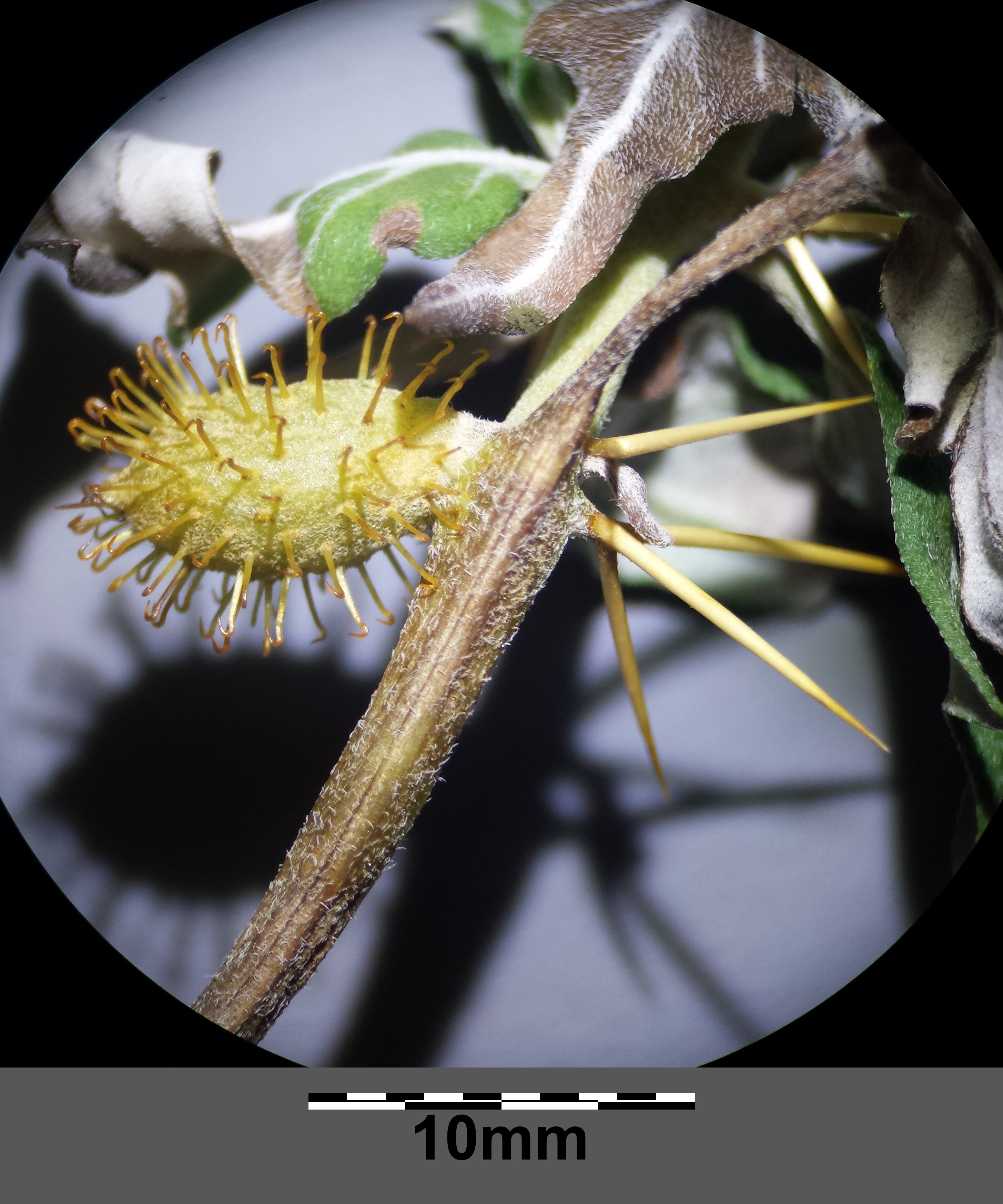
Stängel mit Dornen und ♀-Korb

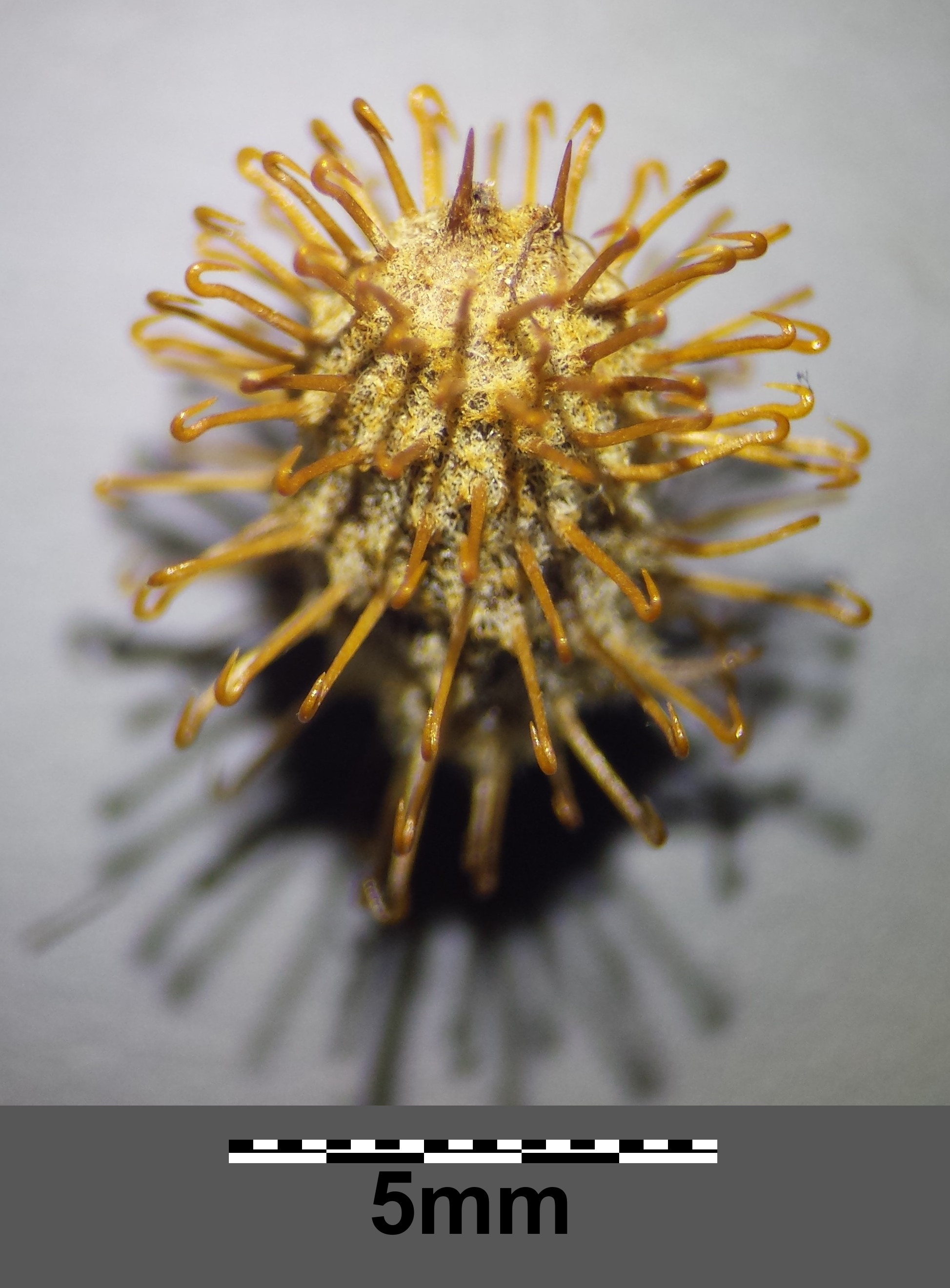
♀-Korb mit geraden Schnäbeln (oben)

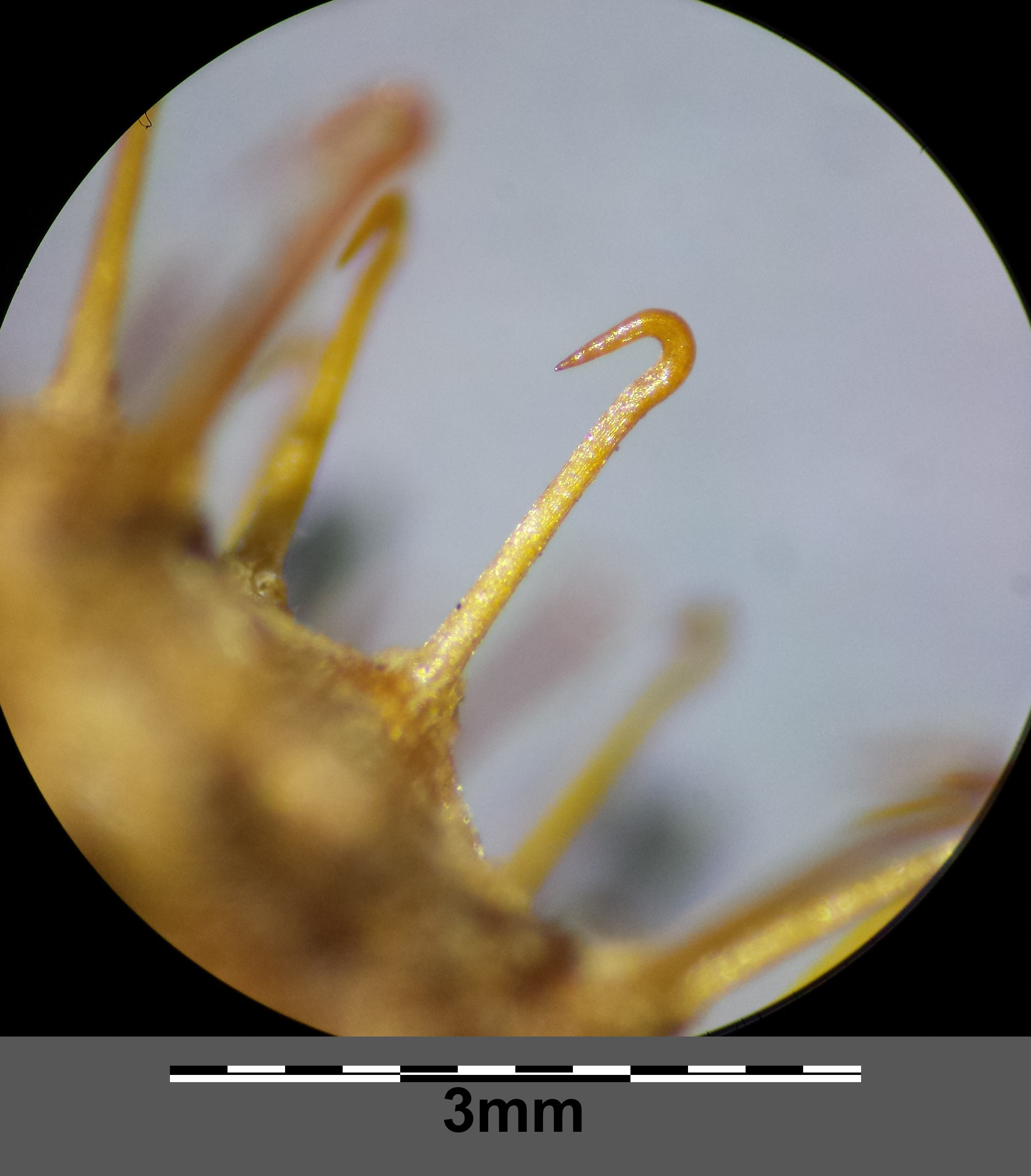
Oberfläche eines ♀-Korbes mit Hülldornen

### Vegetative Merkmale
Die Dornige Spitzklette ist eine einjährige krautige Pflanze und erreicht Wuchshöhen von 20 bis 80 Zentimetern. Sie hat eine reich verzweigte, spindelförmige Wurzel.
Der aufrechte und meist vom Grunde an sparrig verzweigte Stängel ist rundlich, zerstreut anliegend behaart und weißlich mit grünen Längsstreifen. Am Stängel beiderseits des Blattstielansatzes steht je ein dreiteiliger, strohfarbener oder schwach rötlicher Dorn mit einem kurzen Fußstück und meist drei spreizenden, 10 bis 25 Millimeter langen Dornen.
Die wechselständig angeordneten Laubblätter sind in Blattstiel und Blattspreite gegliedert. Die Blattoberseite ist dunkelgrün und die Blattunterseite ist durch kurze sehr dicht stehende Trichome grau filzig behaart. Die Blattspreite ist im Umriss rhombisch und meist dreilappig mit verlängertem Mittellappen und schräg nach vorn gerichteten Seitenlappen. Der Mittellappen ist vorn spitz und trägt meist noch ein oder zwei Paar grobe Seitenzähne. Der Spreitengrund ist keilförmig in den Blattstiel verschmälert und trägt hier manchmal auch noch jederseits einen Zahn. Die obersten Laubblätter sind lanzettlich und ganzrandig oder beiderseits mit je einem Zahn versehen.

### Generative Merkmale
Die Blütezeit reicht von August bis Oktober. Die Dornige Spitzklette ist einhäusig getrenntgeschlechtig (monözisch). Die männlichen Blütenkörbchen stehen am Ende des Stängels und der Äste und sind ganz unscheinbar. Die weiblichen Blütenkörbchen stehen im oberen Stängelteil einzeln oder zu zweien am Grund eines Blattstiels und sind zweiblütig. Die eingeschlechtigen Blüten sind tief eingesenkt in den mit hakigen Hülldornen besetzten Körbchenboden. Sie sind eng umschlossen von ihren spitzen Spreublättern. Nur die Griffel ragen heraus.
Die reifen Fruchtkörbchen sind ellipsoid, 10 bis 12 Millimeter lang und an der Spitze mit einem kürzeren und einem etwas längeren Dorn versehen. Die Oberfläche ist schwach spinnwebig behaart. Frisch ist sie grünlich und glatt, reif bräunlich und höckerig. Sie ist ringsum besetzt mit zahlreichen, 2 bis 2,5 Millimeter langen, hakigen, am Ende schwanenhalsförmig gekrümmten, kahlen, bräunlichen Dornen.

### Chromosomensatz
Die Chromosomenzahl beträgt 2n = 36.

## Vorkommen
Xanthium spinosum ist ursprünglich in Südamerika verbreitet. Sie ist in vielen subtropischen und warm gemäßigten Gebieten der Welt ein Neophyt. Sie hat ausgedehnte Vorkommen in Nordamerika, Südeuropa, Südosteuropa, Vorder- und Zentralasien, in Nord- und Südafrika sowie in Australien.
In Europa wurde die Dornige Spitzklette zuerst 1689 von Tournefort in Portugal am Ufer des Tajo beobachtet, sie war dort anscheinend damals bereits eingebürgert. Nur wenig später wird sie in Botanischen Gärten kultiviert: Paris 1694, Montpellier 1697, Leipzig 1699. Auf diese Kulturen könnten einige frühe adventive Funde zurückgehen: Florenz 1723, Verona 1745 und Montpellier 1751. Das südrussische Steppengebiet wurde später zu einem sekundären Ausbreitungszentrum, von dem aus Xanthium spinosum nach Westen vordrang. Ungeklärt aber ist, wie sie bisher nach Südrussland gelangte. Während Peter Simon Pallas in dieser Zeit 1771–1776 Xanthium spinosum noch nicht kannte, beobachtete sie Johann Anton von Güldenstädt schon 1769 am Chopjor, einem Nebenfluss des Dons und 1772 in Transkaukasien. Der erste Fund in Mitteleuropa in Straßburg 1814 ist offensichtlich auf eine Einschleppung durch russische Truppen zurückzuführen.
In Mitteleuropa ist die Dornige Spitzklette eingebürgert in Niederösterreich, Südmähren, im Burgenland, in der Steiermark und in Slowenien. In den übrigen Gebieten Mitteleuropas ist sie meist unbeständig. Die Dornige Spitzklette entwickelt reife Früchte in den meisten Gebieten Mitteleuropas nur an günstigen Standorten und in klimatisch günstigen Jahren. Sie wurde oft auch neu immer wieder mit Wolle eingeschleppt und kam daher häufig in der Nähe von Wollkämmereien vor.
Die Dornige Spitzklette kommt in Mitteleuropa auf Ruderalstandorten von Dörfern, in lückigen Unkrautfluren, an Wegrändern, auf Schutt- und Verladeplätzen vor. Sie gedeiht meist auf trockenen, nährstoffreichen, meist sandigen oder kiesigen Böden. Sie gedeiht vor allem in Pflanzengesellschaften der Ordnung Sisymbrietalia.
Die ökologischen Zeigerwerte nach Landolt et al. 2010 sind in der Schweiz: Feuchtezahl F = 2 (mäßig trocken), Lichtzahl L = 4 (hell), Reaktionszahl R = 3 (schwach sauer bis neutral), Temperaturzahl T = 4+ (warm-kollin), Nährstoffzahl N = 5 (sehr nährstoffreich bis überdüngt), Kontinentalitätszahl K = 4 (subkontinental), Salztoleranz 1 (tolerant).

## Taxonomie
Die Erstveröffentlichung von Xanthium spinosum erfolgte durch Carl von Linné. Ein Synonym für Xanthium spinosum L. ist Acanthoxanthium spinosum (L.) Fourr.